# Matthias Laudes
Matthias Laudes (* 22. Juli 1972 in Idar-Oberstein) ist ein deutscher Endokrinologe, Diabetologe und Rheumatologe mit Professur an der Christian-Albrechts-Universität in Kiel. Seit 2018 hat er einen Schleswig-Holstein Excellence Chair (Lehrstuhl) für Innere Medizin – Endokrinologie, Diabetologie und klinische Ernährungsmedizin inne.

## Biografie
Laudes absolvierte sein Medizinstudium von 1992 bis 1998 an der Universität Mainz und wurde im Fach Endokrinologie und Diabetologie promoviert. Dem Studium folgte eine Beschäftigung als ärztlicher und wissenschaftlicher Mitarbeiter an der Klinik II und Poliklinik für Innere Medizin und am Zentrum für Molekulare Medizin am Universitätsklinikum Köln von 1999 bis 2001 und von 2004 bis 2011. Von 2001 bis 2003 forschte er als Stipendiat der Deutschen Forschungsgemeinschaft (DFG) am Institute of Clinical Biochemistry an der University of Cambridge. 2007 erfolgte die Anerkennung zum Facharzt für Innere Medizin und Endokrinologie und Diabetologie sowie 2009 die Anerkennung zum Facharzt für Innere Medizin und Rheumatologie. 
Im Jahr 2011 wurde Laudes auf eine W2-Professur an das Universitätsklinikum Schleswig-Holstein in Kiel berufen. 2018 wurde ihm ein Schleswig-Holstein Excellence Chair verliehen im Rahmen der Exzellenzinitiative. Damit war der Ruf auf eine eigene W3-Professur für Innere Medizin – Endokrinologie, Diabetologie und klinische Ernährungsmedizin an der Universität Kiel verbunden sowie die Schaffung einer nachgeordneten W2-Professur für Zielgerichtete Prävention. An der Universität Kiel ist Laudes Vorstandsmitglied des DFG-Exzellenzclusters Precision Medicine in Chronic Inflammation und stellvertretender Vorstandssprecher des Universitätsschwerpunktes Kiel Life Science. Am Universitätsklinikum Schleswig-Holstein ist er Gründungsdirektor des Institutes für Diabetologie und klinische Stoffwechselforschung und Leiter des Bereiches für Endokrinologie, Diabetologie und klinische Ernährungsmedizin an der Klinik für Innere Medizin 1. 2017 wurde er Sprecher der EU-Forschungsgruppe „BioNUGUT“. Laudes hat federführend zusammen mit Kollegen an der Universität Kiel die FoCus-Kohorte zur Erforschung der Metabolischen Entzündung aufgebaut.
Seit 2024 ist er zudem Präsident der Deutschen Adipositas Gesellschaft.
Laudes war als wissenschaftlicher Experte zu Gast in mehreren Fernsehsendungen, unter anderem bei NDR Visite, SWR Odysso und 3sat Wissen aktuell. Für internationales Aufsehen sorgte die Erstbeschreibung einer Typ-1-Diabetes-Manifestation nach COVID-19 durch Laudes im Jahr 2020.

## Schwerpunkte
Laudes beschäftigt sich vor allem mit der Rolle von Entzündungen in der Entstehung von Stoffwechselerkrankungen wie Übergewicht (Adipositas) und Zuckerkrankheit (Diabetes mellitus).

## Ehrungen
- 2017: Ferdinand-Bertram-Preis der Deutschen Diabetes-Gesellschaft (DDG)[12]
- 2018: Präventionspreis der Deutschen Gesellschaft für Innere Medizin für die Entwicklung der ersten gezielten Mikrobiom-Intervention zur Verbesserung der Insulinwirkung beim Menschen[13]